# Temperino

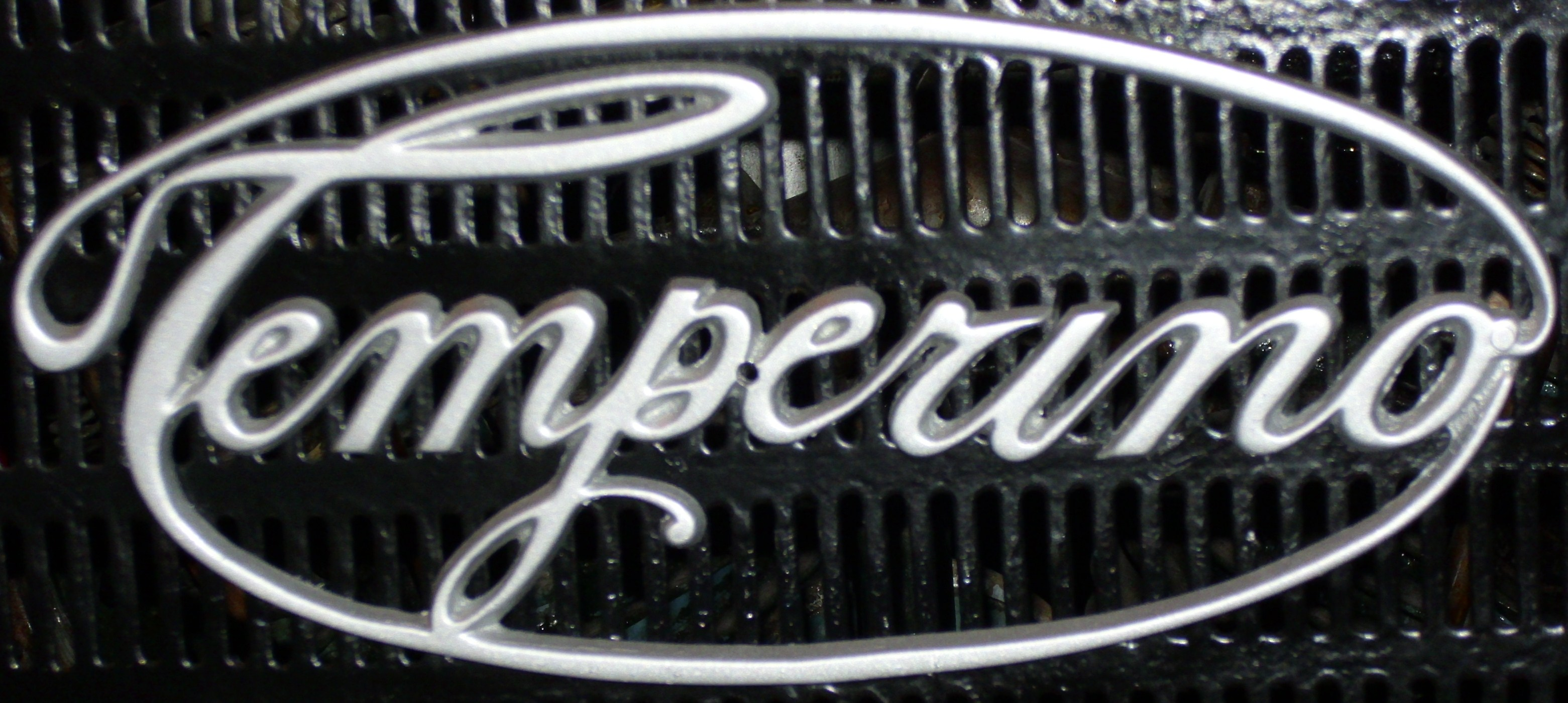
Emblém

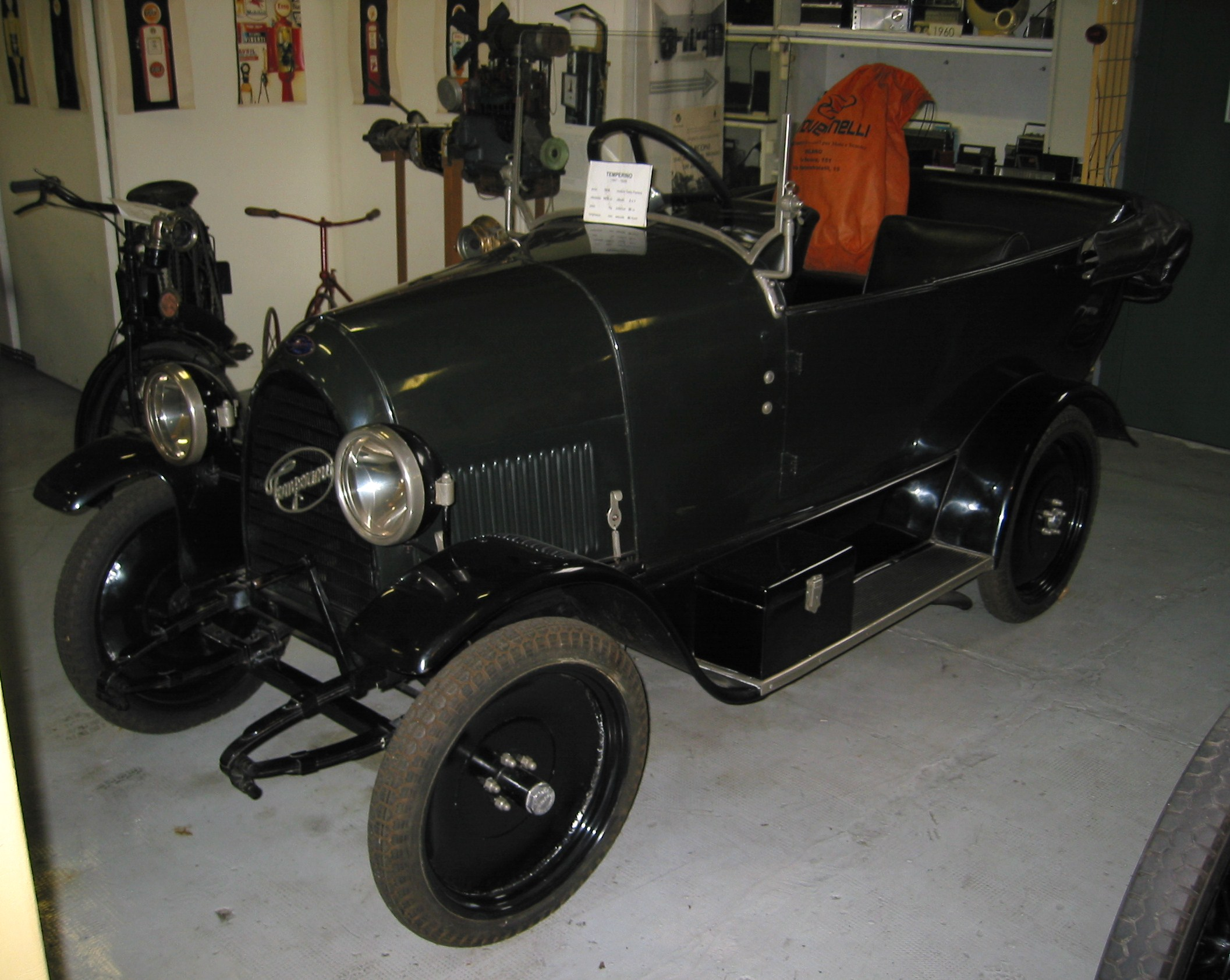
Temperino (1918)

Temperino byl italský výrobce automobilů.

## Historie
Společnost S. A. Temperino byla založena v roce 1906 v Turíně. Zakladateli byli Maurizio, Giacomo a Mary Temperino. V roce 1908 začala vyrábět motocykly a automobily. V roce 1919 byla přejmenována na Società Anonima Vetturette Temperino. Její obchodní úspěch dovolil i otevření pobočky v Londýně s názvem Temperino Motors Ltd. Bratři Temperinové, raději než aby firmu přivedli k bankrotu, výrobu po finančních problémech ukončili v roce 1924. Později si v Turíně otevřeli dílnu na opravy automobilů s čerpací stanicí. Pobočka v Londýně byla ale aktivní až do roku 1940.

## Vozidla
Na začátku byl vyroben prototyp malého dvoumístného vozu s dvouválcovým motorem o objemu 350 cm³. Následoval sériový model 8/10 HP se vzduchem chlazeným dvouválcem do V o objemu 800 cm³. Toho bylo do roku 1924 vyrobeno 1500 kusů. V roce 1919 byl představen odvozený typ, který měl v základní verzi motor V2 s objemem 1010 cm³ o výkonu 20 koní. Sportovní verzi poháněl dvouválec do V o objemu 1021 cm³ a výkonem 25 PS. V roce 1922 byl na trh uveden poslední typ GSM 7-14 HP.
Dochované vozidlo značky vystavuje Museo dell'Automobile Carlo Biscaretti di Ruffia v Turíně.